# Xenia Silberberg
Pour les articles homonymes, voir Silberberg (homonymie).
Xenia Silberberg, née en 1906 en Russie et morte le 27 janvier 1952 à Lausanne, est une communiste, écrivaine et résistante italienne également connue sous le nom de Marina Sereni, son pseudonyme dans la clandestinité et le nom de son mari.

## Biographie
Née en 1906 des révolutionnaires russes Xenia Pamphilova et Lev Silberberg. Xenia s'installe très tôt en Italie avec sa mère, réfugiée à Rome après l'exécution de Lev Silberberg par le régime tsariste en 1907.
Elle rencontre Emilio Sereni, qu'elle épouse en 1928 et devient militante communiste. Après l'arrestation de son mari en 1930, elle entretient des relations entre le prisonnier et le parti. En 1935, elle émigre clandestinement en France, avec son mari et sa première fille. A Paris, avec Teresa Noce, elle publie en 1937 le journal clandestin Noi donne, qui deviendra plus tard un mensuel féminin populaire.
Sous le nom de Marina, pris dans les années de clandestinité, elle écrit le livre autobiographique I giorni della nostra vita publié en 1955. Le livre connaît une diffusion extraordinaire, tiré à plus d'un million d'exemplaires, traduit dans  de nombreuses langues  et proposé par le Parti Communiste Italien comme modèle pédagogique pour les nouvelles générations.
Son histoire politique et familiale est relatée dans le roman historique Il gioco dei regni, écrit par sa fille Clara Sereni en 1993.

## Livres
- I giorni della nostra vita, Edizioni di Cultura Sociale, Rome,1955, traduit de l'italien par Armand Monjo  Les Jours de notre vie, les Éditeurs français réunis, Paris, 1957[3].